# Open 13 2025
Open 13 Provence 2025 byl tenisový turnaj na mužském profesionálním okruhu ATP Tour, hraný v Palais des Sports. Třicátý třetí ročník Open 13 probíhal mezi 10. a 16. únorem 2025 v jihofrancouzském Marseille na dvorcích s tvrdým povrchem.
Turnaj dotovaný 818 050 eury patřil do kategorie ATP Tour 250. Nejvýše nasazeným singlistou se opět stal osmý tenista světa Daniil Medveděv, který v semifinále podlehl Srbovi Hamadu Medjedovićovi. Jako poslední přímý účastník do dvouhry zasáhl francouzský 117. hráč žebříčku Harold Mayot. V důsledku invaze Ruska na Ukrajinu na konci února 2022 řídící organizace tenisu ATP, WTA a ITF s grandslamy rozhodly, že ruští a běloruští tenisté mohli dále na okruzích startovat, ale do odvolání nikoli pod vlajkami Ruska a Běloruska.
Sedmý singlový titul na okruhu ATP Tour, a pátý v úrovni ATP 250, vybojovala 26letá francouzská jednička Ugo Humbert. Poprvé v kariéře tím obhájila turnajový triumf. Čtyřhru ovládli Francouzi Benjamin Bonzi s Pierrem-Huguesem Herbertem hrající na divokou kartu a získali první společnou trofej.

## Rozdělení bodů a finančních odměn

### Rozdělení bodů
| Soutěž  | Soutěž      | vítězové | finalisté | semifinalisté | čtvrtfinalisté | 16 v kole | 32 v kole | Q  | Q2 | Q1 |
| ------- | ----------- | -------- | --------- | ------------- | -------------- | --------- | --------- | -- | -- | -- |
| dvouhra | [ 2 ] [ 6 ] | 250      | 165       | 100           | 50             | 25        | 0         | 13 | 7  | 0  |
| čtyřhra | [ 7 ]       | 250      | 150       | 90            | 45             | 0         | —         | —  | —  | —  |

Vysvětlivky
1. ↑  Nasazení s volným losem do druhého kola neobdrželi v případě prohry žádné body.'"`UNIQ--ref-00000016-QINU`"'

### Finanční odměny
| Soutěž                                | Soutěž      | vítězové  | finalisté | semifinalisté | čtvrtfinalisté | 16 v kole | 32 v kole | Q2      | Q1      |
| ------------------------------------- | ----------- | --------- | --------- | ------------- | -------------- | --------- | --------- | ------- | ------- |
| dvouhra                               | [ 2 ] [ 6 ] | 112 660 € | 65 730 €  | 38 640 €      | 22 385 €       | 13 000 €  | 7 945 €   | 3 975 € | 2 165 € |
| čtyřhra                               | [ 7 ]       | 39 190 €  | 21 050 €  | 12 320 €      | 6 830 €        | 4 030 €   | —         | —       | —       |
| částky ve čtyřhře jsou uvedeny na pár |             |           |           |               |                |           |           |         |         |

## Mužská dvouhra

### Nasazení
| Stát                         | Hráč                       | ATP | Nasazení |
| ---------------------------- | -------------------------- | --- | -------- |
|                              | Daniil Medveděv            | 7.  | 1.       |
| Francie                      | Ugo Humbert                | 15. | 2.       |
|                              | Karen Chačanov             | 20. | 3.       |
| Polsko                       | Hubert Hurkacz             | 21. | 4.       |
| USA                          | Sebastian Korda            | 22. | 5.       |
| Francie                      | Giovanni Mpetshi Perricard | 30. | 6.       |
| Itálie                       | Lorenzo Sonego             | 34. | 7.       |
| Portugalsko                  | Nuno Borges                | 37. | 8.       |
| Žebříček ATP k 3. únoru 2025 |                            |     |          |

### Jiné formy účasti
Následující hráči obdrželi divokou kartu do hlavní soutěže:
- Richard Gasquet
- Daniil Medveděv
- Stan Wawrinka

Následující hráči postoupili z kvalifikace:
- Clément Chidekh
- Arthur Géa
- Hugo Grenier
- Pierre-Hugues Herbert

Následující hráči postoupili z kvalifikace jako šťastný poražený:
- Manuel Guinard
- Luca Van Assche

### Odhlášení
před zahájením turnaj
- Arthur Fils → nahradil jej  Daniel Altmaier
- Šang Ťün-čcheng → nahradil jej  Otto Virtanen
- Gaël Monfils → nahradil jej  Manuel Guinard
- Giovanni Mpetshi Perricard → nahradil jej  Luca Van Assche
- Jordan Thompson → nahradil jej  Botic van de Zandschulp

## Mužská čtyřhra

### Nasazení
| Stát                                                                                  | Hráč            | Stát               | Hráč                   | ATP  | Nasazení |
| ------------------------------------------------------------------------------------- | --------------- | ------------------ | ---------------------- | ---- | -------- |
| Monako                                                                                | Hugo Nys        | Francie            | Édouard Roger-Vasselin | 56.  | 1.       |
| Belgie                                                                                | Sander Gillé    | Polsko             | Jan Zieliński          | 63.  | 2.       |
| Švédsko                                                                               | André Göransson | Nizozemsko         | Sem Verbeek            | 87.  | 3.       |
| Nizozemsko                                                                            | Sander Arends   | Spojené království | Luke Johnson           | 103. | 4.       |
| Žebříček ATP k 3. únoru 2025; číslo je součtem žebříčkového postavení obou členů páru |                 |                    |                        |      |          |

### Jiné formy účasti
Následující páry obdržely divokou kartu do hlavní soutěže:
- Benjamin Bonzi /  Pierre-Hugues Herbert
- Jonathan Eysseric /  Lucas Pouille

Následující pár nastoupil z pozice náhradníka:
- Kamil Majchrzak /  Szymon Walków

### Odhlášení
před zahájením turnaje
- Romain Arneodo /  Matwé Middelkoop → nahradili je  Yuki Bhambri /  Matwé Middelkoop
- Juki Bhambri /  Ivan Dodig → nahradili je  David Pel /  Patrik Trhac
- Julian Cash /  Lloyd Glasspool → nahradili je  Karol Drzewiecki /  Piotr Matuszewski
- Matthew Ebden /  Joran Vliegen → nahradili je  Manuel Guinard /  Joran Vliegen
- Jonathan Eysseric /  Lucas Pouille → nahradili je  Kamil Majchrzak /  Szymon Walków
- Jacob Fearnley /  Reese Stalder → nahradili je  Reese Stalder /  Marcus Willis
- Denys Molčanov /  Oleksandr Nedověsov → nahradili je  Quentin Halys /  Denys Molčanov

## Přehled finále

### Mužská dvouhra
- Ugo Humbert vs.  Hamad Medjedović, 7–6(7–4), 6–4

### Mužská čtyřhra
- Benjamin Bonzi /  Pierre-Hugues Herbert vs.  Sander Gillé /  Jan Zieliński, 6–3, 6–4